# Alex Tuch
Alex Daniel Tuch (ur. 10 maja 1996 w Syracuse, Stany Zjednoczone) – hokeista amerykański, gracz ligi NHL, reprezentant USA.

## Kariera klubowa
- USNTDP Juniors (2012 - 13.06.2014)
- Boston College (13.06.2014 - 14.04.2016)
- Minnesota Wild (14.04.2016 - 22.06.2017)
  -  Iowa Wild (2016 - 2017)
- Vegas Golden Knights (22.06.2017 - 
  -  Chicago Wolves (2017)

## Kariera reprezentacyjna
- Reprezentant USA na MŚJ U-18 w 2014
- Reprezentant USA na MŚJ U-20 w 2015

## Sukcesy
Reprezentacyjne
- Złoty medal z reprezentacją USA na MŚJ U-18 w 2014

Klubowe
- Clarence S. Campbell Bowl z zespołem Vegas Golden Knights w sezonie 2017-2018